# Надання статусу країни-кандидата на членство в ЄС (монета)
«Надання́ ста́тусу краї́ни-кандида́та на чле́нство в ЄС» — пам'ятна монета номіналом 5 гривень, випущена Національним банком України, присвячена наданню Україні статусу кандидата на вступ до ЄС. Отримання такого статусу — один із важливих результатів євроінтеграційного шляху. Саміт Європейської ради, який відбувся 23 червня 2022 року, став історичним, а позитивне рішення лідерів Європейського Союзу свідчило про солідарність з Україною під час війни.
Монету введено в обіг 18 листопада 2022 року. Вона належить до серії «Інші монети».

## Опис монети та характеристики
| Номінал грн. | Метал      | Маса, г | Діаметр, мм | Якість виготовлення       | Гурт     | Тираж, штук |
| ------------ | ---------- | ------- | ----------- | ------------------------- | -------- | ----------- |
| 5            | нейзильбер | 16,54   | 35,0        | спеціальний анциркулейтед | рифлений | 75 000      |

### Аверс

Європейський Союз і Україна

На аверсі монети на дзеркальному тлі розміщено: стилізоване зображення європейського континенту, ліворуч від якого декоративний елемент у вигляді мозаїчного декору, що символізує різноманіття народів, культур, свободу вибору власної долі, відсутність формальних кордонів; на європейському континенті виділено контури України, яка, ніби пазл, доповнює цілісність Європи та «повертається» додому, де завжди опосередковано була присутня, починаючи з династичних зв'язків Київської держави; праворуч: малий Державний Герб України та напис «УКРАЇНА» (півколом); номінал — «5» та графічний символ гривні; рік карбування монет — «2022» та напис — «ПОВЕРНЕННЯ ДОДОМУ» (унизу); логотип Банкнотно-монетного двору Національного банку України (під картою України).

### Реверс
На реверсі монети на тлі стилізованих тризубів розміщено карту України, оздоблену стилізованим національним орнаментом вишивки, обрамлену дванадцятьма зірками, що символізують народи Європи в єдності; по колу напис: «НАДАННЯ СТАТУСУ КРАЇНИ-КАНДИДАТА НА ЧЛЕНСТВО В ЄС».

Весь тираж 75000 монет було випущено у буклетах
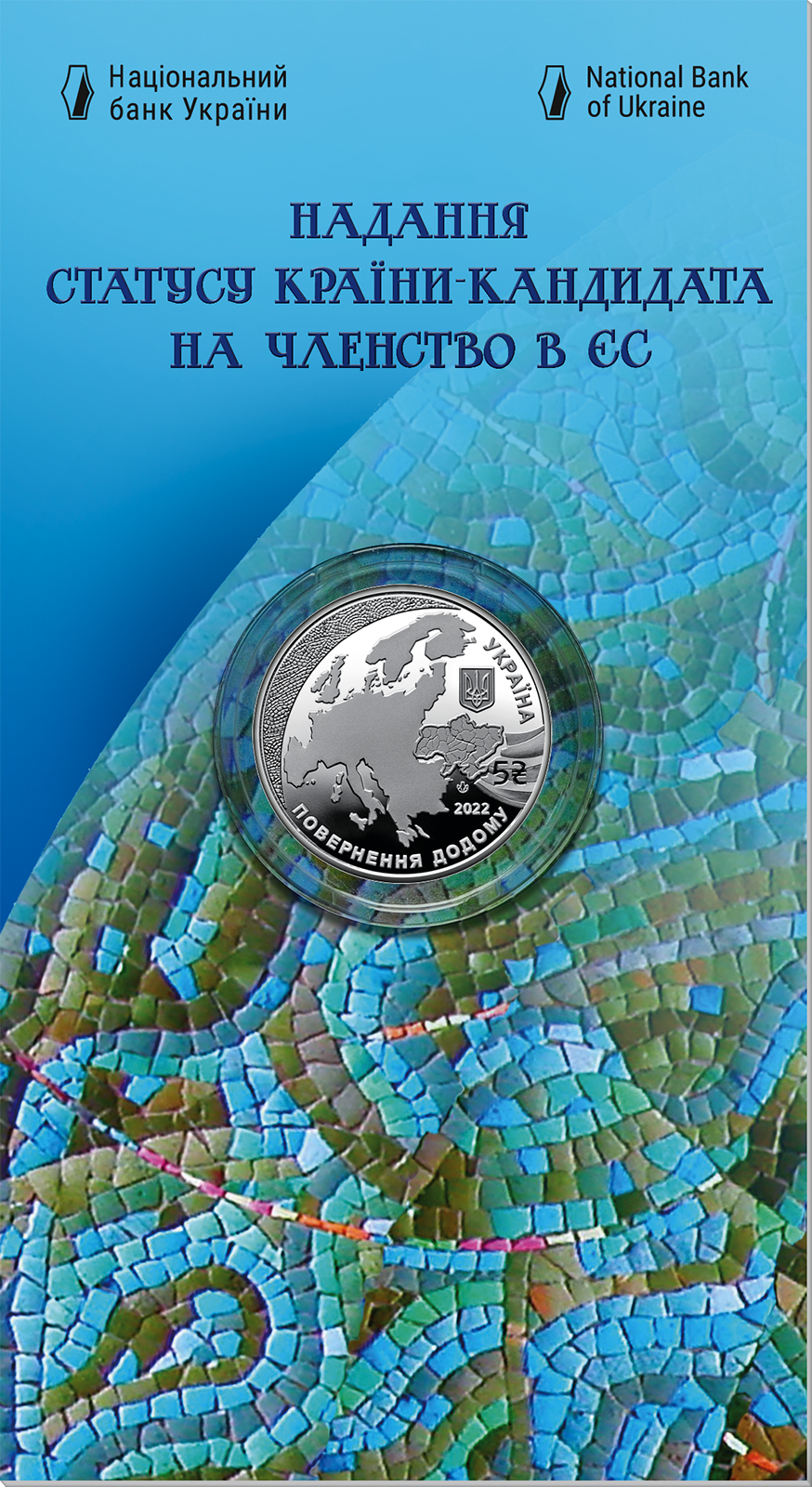
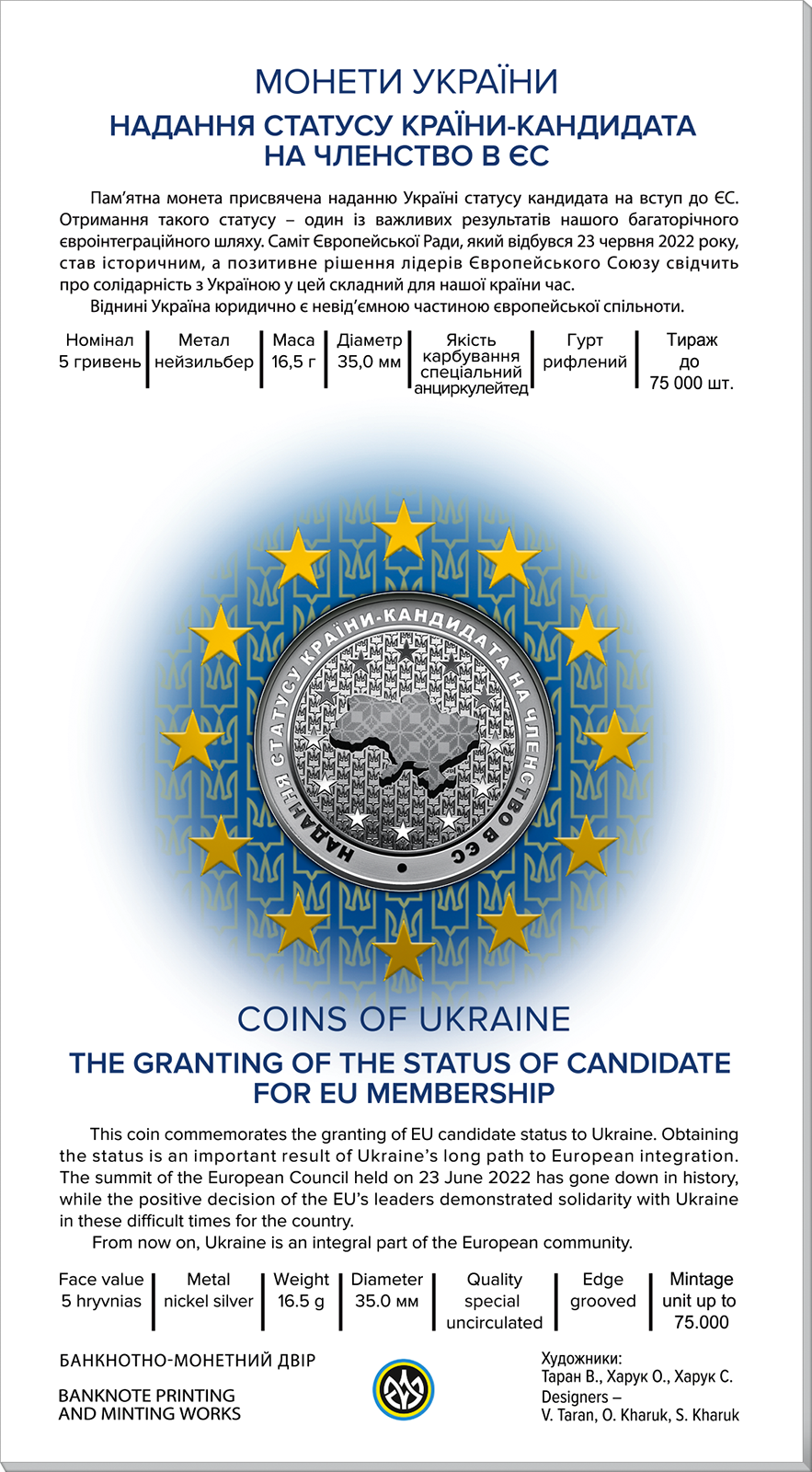

## Автори
- Художники: Таран Володимир, Харук Олександр, Харук Сергій.
- Скульптори: Дем'яненко Володимир, Лук'янов Юрій.

## Вартість монети
Під час введення монети в обіг 2022 року, Національний банк України реалізовував монету за ціною 147 гривень (весь тираж у сувенірній упаковці).
Фактична приблизна вартість монети з роками змінювалася так:
| Рік        | 2023 | 2024 | 2025 |
| ---------- | ---- | ---- | ---- |
| Ціна, грн. | 170  | 270  | 230  |